# Ruminazione
La ruminazione (o masticazione mericica) è un momento fisiologico proprio di alcuni mammiferi, detti appunto ruminanti.

## Definizione
Più precisamente la ruminazione è un riflesso mediante il quale l'animale rigurgita in cavità orale materiale vegetale solido grossolanamente frammentato durante l'ingestione primaria, lo tritura finemente grazie ai movimenti a molla della mandibola, lo insaliva e nuovamente lo ingurgita, allo scopo di favorire le reazioni fermentative operate dai microrganismi nei prestomaci. Questo riflesso prevede la compartecipazione del complesso rumino-reticolare, dell'esofago, del faringe e della cavità orale e viene controllato a livello encefalico dal centro di integrazione ipotalamico e dal nucleo dorsale del nervo vago.
La ruminazione può essere considerata come un adattamento evolutivo antipredatorio proprio di alcuni mammiferi erbivori. Essa infatti consente all'animale in potenziale pericolo di stoccare rapidamente grandi quantità di cibo nel rumine e di ritardare lo sminuzzamento fine del cibo ingerito in un momento di maggiore tranquillità e sicurezza.

## Descrizione
La ruminazione comprende una serie di fasi che si svolgono con un ordine rigoroso:
1) Fase aspiratoria

2) Fase espulsiva

3) Masticazione mericica

4) Deglutizione

La prima fase ("fase aspiratoria") consiste in un normale atto inspiratorio che l'animale esegue a glottide chiusa tenendo fisso il torace in modo da generare una pressione intratoracica negativa che si ripercuote sull'esofago dilatandone il lume. Questo processo apre in via riflessa il cardias e l'alimento viene aspirato rapidamente dall'esofago poiché in esso la pressione è notevolmente più bassa rispetto a quella dei prestomaci.
Successivamente si ha il riflesso di chiusura del cardias e, senza pausa, si passa alla seconda fase ("fase espulsiva") che consiste in un rapido e forzato atto espiratorio che l'animale compie pure a glottide chiusa. In seguito a questo atto, reso visibile all'esterno da una contrazione della parete addominale, la pressione intratoracica si alza al punto da esercitare sulla parete dell'esofago una compressione che si trasmette al suo contenuto. Unitamente a questa azione si ha l'insorgenza di un'onda antiperistaltica nell'esofago che spinge il bolo fino alla cavità orale; l'onda antiperistaltica insorge a causa della presenza dell'alimento nella parte caudale dell'esofago. All'onda antiperistaltica segue sempre un'onda peristaltica di deglutizione che trascina la parte eccedente dell'alimento ingurgitato.
Il bolo che viene respinto nella cavità boccale viene detto "bolo mericico" o "bolo di reiezione".
La terza fase ("masticazione mericica") consiste nella rimasticazione del bolo mericico pervenuto nella cavità orale con la reiezione.
La masticazione mericica, sempre accompagnata da abbondante salivazione, è molto lenta e accurata e
viene compiuta con lenti ed energici movimenti della mandibola contro la mascella in senso laterolaterale (detti "movimenti di diduzione") in modo che i molari possano triturare perfettamente l'alimento.
Il ciclo ruminativo si conclude con la quarta fase, ovvero la deglutizione del bolo mericico.